# Erich Lessing

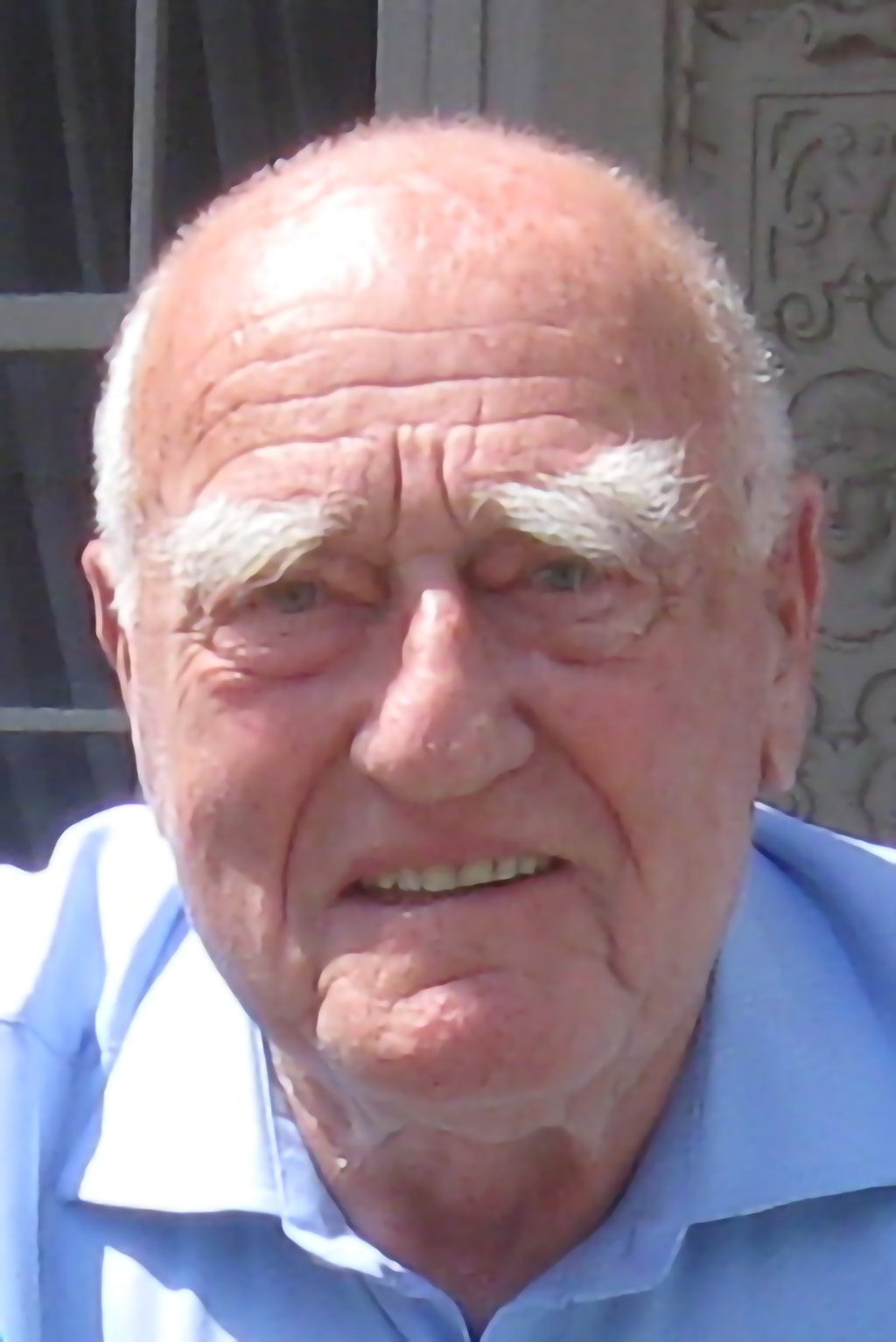
Erich Lessing (2011)

Erich Lessing (geboren am 13. Juli 1923 in Wien; gestorben am 29. August 2018 ebenda) war ein österreichischer Fotograf.

## Leben und Wirken
Erich Lessing stammte aus einer jüdischen Familie in Wien. Der Vater war Zahnarzt, seine Mutter Konzertpianistin. Erich wuchs in einem typischen Wiener Gemeindebau, dem 1924 / 1925 errichteten Ludo-Hartmann-Hof im 8. Wiener Gemeindebezirk, Albertgasse, auf. Er war dann auch Schüler im Gymnasium Albertgasse. Dort zuletzt in eine Judenklasse versetzt, gelang es ihm 1939 noch, nach Palästina auszuwandern, während seine Familie in Wien blieb und ermordet wurde. Das Schiff, auf dem er reisen konnte, traf am 31. Dezember 1939 in Haifa, Palästina, ein. Lessing erinnerte sich 70 Jahre später an die Hilfe, die ihm durch den Exil-Wiener und nachmaligen Bürgermeister von Jerusalem Teddy Kollek dabei zuteilwurde.
Lessing lernte Radiotechnik und arbeitete in einem Kibbuz und in verschiedensten Berufen. Schließlich machte er sein Hobby aus der Jugendzeit zum Beruf und begann, als Fotograf zu arbeiten, was ihn schließlich zur britischen Armee führte.
Nach seiner Rückkehr nach Österreich 1947 lernte er seine erste Frau, die Wienerin Gertraud (Traudl) Wiglitzky, kennen, die er im gleichen Jahr heiratete und mit der er bis zu ihrem Tod 2016 verheiratet war. Sie arbeitete bei der Agentur Associated Press als Journalistin. Über sie wurde er Associated-Press-Fotoreporter, eine Tätigkeit, die er bis 1949 ausübte. Seit 1951 war er Mitglied bei Magnum Photos. Auch für weitere Zeitschriften, wie für die Magazine Life und Paris Match, fotografierte er; seine Haupttätigkeit lag in Osteuropa.
Ein Foto, das um die Welt ging, hat Lessing anlässlich der Unterzeichnung des Österreichischen Staatsvertrages am 15. Mai 1955 aufgenommen: Leopold Figl und die alliierten Außenminister auf dem Balkon des Belvederes in Wien. Lessing fotografierte die Szene als einziger aus der Sicht der vor dem Belvedere versammelten Zuschauer.
Weitere bekannte Bilder entstanden 1956 in Budapest, wo er während des ungarischen Volksaufstandes fotografierte. Aber auch zahlreiche namhafte Persönlichkeiten wurden von ihm auf Fotos festgehalten, wie Konrad Adenauer und Charles de Gaulle.
Erich und Traudl Lessing, die sich zuvor in Genf aufhielten, übersiedelten 1957 auf Dauer nach Wien und ließen sich im 17. Bezirk in Dornbach in einem Bungalow nieder.
Tätig war Erich Lessing auch als Reportage-Fotograf bekannter Kinofilme wie The Sound of Music, Alexis Sorbas und die Literaturverfilmung Moby Dick von John Huston.

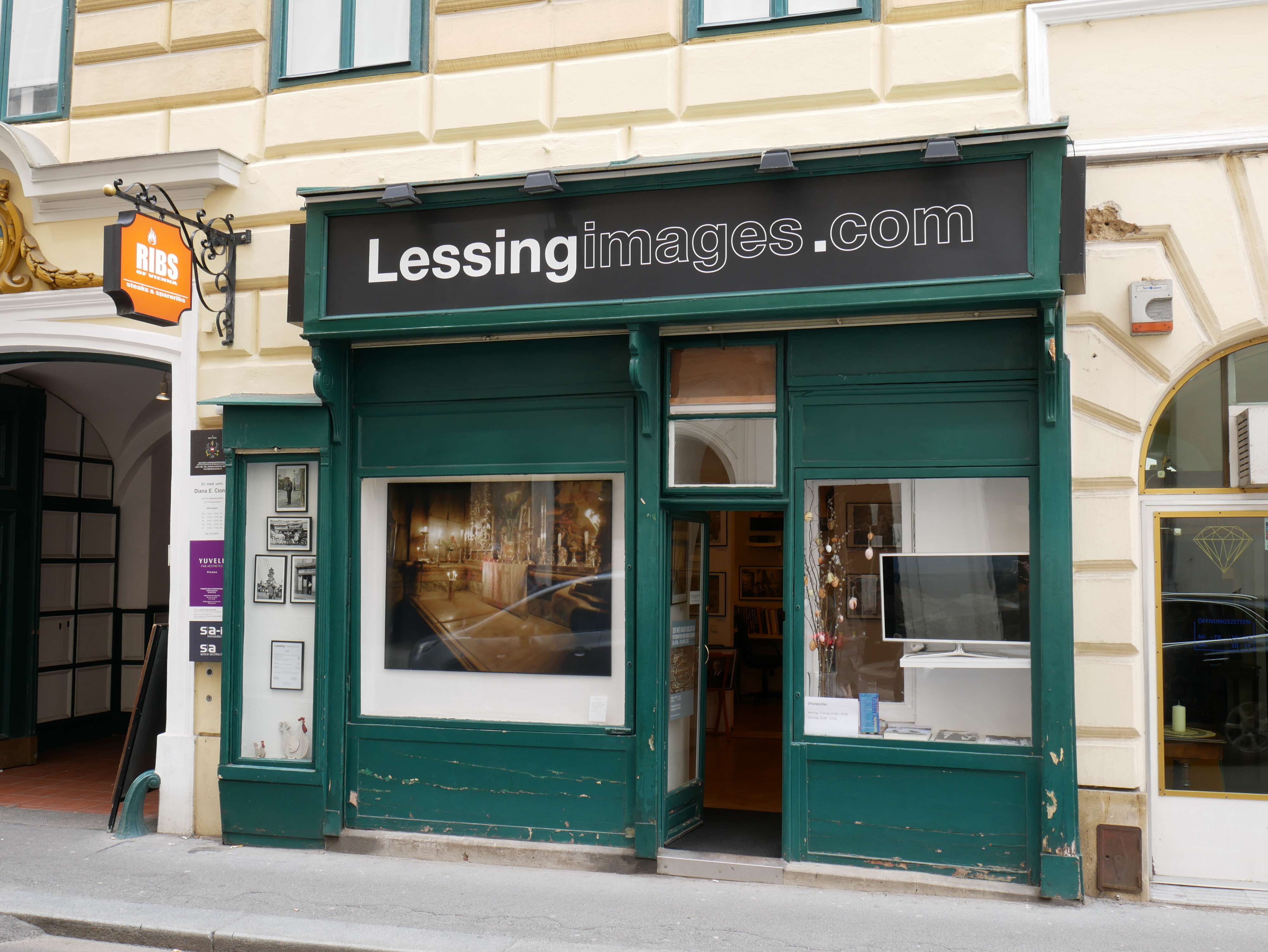
Die Fotogalerie Lessing Images in der Wiener Weihburggasse (2017)

2006 wurden zum 50. Jahrestag des ungarischen Volksaufstandes im Wiener Leopold Museum viele bis dahin unbekannte Fotos in einer Retrospektive gezeigt. Im Jahr 2011 besuchten in einem Monat 30.000 Gäste seine Fotoausstellung Erich Lessing – The Making of Sound of Music in Salzburg. 2012 eröffnete Erich Lessing im Alter von 89 Jahren selbst eine Fotogalerie in Wien, in der Weihburggasse 22 im 1. Bezirk. Er publizierte über 40 Kunstbücher.
Im Sommer 2013 schenkte er sein über 60.000 Fotos umfassendes Archiv der Österreichischen Nationalbibliothek.
Erich Lessing war in zweiter Ehe mit der Psychotherapeutin Renée Lessing, geborene Kronfuss, verheiratet. Er starb, wie die Israelitische Kultusgemeinde Wien bekanntgab, am 29. August 2018 im Alter von 95 Jahren in Wien. Seine Urne wurde am Neustifter Friedhof beigesetzt.

## Familie
Erich und Traudl Lessing haben drei Kinder: Daniela Urschitz, Adam Lessing und Hannah Lessing, Generalsekretärin des Nationalfonds der Republik Österreich für Opfer des Nationalsozialismus.

## Auszeichnungen
- American Art Directors Club Medal für die Fotoreportage über den ungarischen Volksaufstand, 1957
- Prix Nadar für seinen Bildband L'Odyssée, 1967
- Dr.-Karl-Renner-Publizistikpreis, 1970
- Preis der Stadt Wien für Bildende Kunst, 1976
- Staatspreis für künstlerische Fotografie der Republik Österreich 1997
- Ehrenkreuz für Wissenschaft und Kunst I. Klasse der Republik Österreich, 2013
- Imre-Nagy-Gedenkplakette der Republik Ungarn
- Goldenes Ehrenzeichen des Landes Steiermark
- Silbernes Ehrenzeichen der Stadt Wien
- Ehrenmitglied im Wiener Künstlerhaus

## Werke (Auswahl)
- Erich Lessing, Alistair Crawford: Vom Festhalten der Zeit: Reportage-Fotografie 1948–1973, Christian Brandstätter Verlag, Wien 2002 ISBN 3-85498-194-5
- Erich Lessing: Budapest 1956. Die Ungarische Revolution, Christian Brandstätter Verlag, Wien 2006 ISBN 3-902510-75-7.
- Erich Lessing, Rainer Bischof: Herbert von Karajan. (Bildband). Böhlau Verlag, Wien 2008, ISBN 978-3-205-77730-4.
- Erich Lessing: Joseph Haydn und seine Zeit in Bildern. (Bildband). Lesethek Verlag, Wien 2009, ISBN 978-3-99100-001-3.
- Erich Lessing: Menschenbilder aus der Dunkelkammer. Reche, Neumarkt in der Oberpfalz 2010, ISBN 978-3-929566-92-5.
- Erich Lessing (Illustration), Herman Melville (Text): Moby Dick Filet No. 135 – The Chase. Third Day. Harpune Verlag, Wien 2012 (keine ISBN).
- Erich Lessing, Michael Gehler: Österreich nach 1945. Von der Befreiung zur Freiheit. Tyrolia-Verlag, Innsbruck 2014, ISBN 978-3-7022-3415-7.
- Erich Lessing: Anderswo. Nimbus, Wädenswil 2014, ISBN 978-3-907142-98-1.
- Erich Lessing: Hallstatt. Bilder aus der Frühzeit Europas. Jugend und Volk, Wien 1980, ISBN 3-7141-6797-8. (Ausgezeichnet als eines der „schönsten Bücher Österreichs“ 1980.)